# (19416) Benglass
(19416) Benglass (1998 FM34) – planetoida z grupy pasa głównego asteroid okrążająca Słońce w ciągu 3,74 lat w średniej odległości 2,41 j.a. Odkryta 20 marca 1998 roku.